# سد النخلة
سد النخلة هو سد ردمي صخري يقع في شمال المغرب، إلى الجنوب الشرقي من مدينة الحامة. إن الغرض الأساسي من السد هو إمداد مدينة تطوان بالمياه 20 كـم (12 ميل) إلى الجنوب. اكتمل بناء السد في عام 1961 ولكن نفذت أعمال توسيع وصيانة كبيرة في عام 1968. يمر من جانبه الغربي طريق P4701، ويعتبر السد من أقدم السدود في المغرب، ومن أهم المعالم السياحية في المنطقة.